# Saint-Gilles-des-Marais
Saint-Gilles-des-Marais là một xã trong tỉnh Orne, vùng Normandie tây bắc nước Pháp. Xã Saint-Gilles-des-Marais nằm ở khu vực có độ cao trung bình 130 mét trên mực nước biển.